# Kelly McCormick (Filmproduzentin)
Kelly McCormick (* 30. Juni 1977 in Lansing, Michigan) ist eine US-amerikanische Filmproduzentin, die gemeinsam mit ihrem Ehemann David Leitch vornehmlich im Actiongenre tätig ist.

## Karriere
Kelly McCormick war als Produzentin zunächst im Dokumentarbereich tätig und verantwortete so etwa 2003 die National-Geographic-Serie Doctors Without Borders. Im Jahr 2011 lernte sie die späteren John-Wick-Regisseure David Leitch und Chad Stahelski kennen, die nach ihrer Stuntman-Tätigkeit vor die Kamera wechseln wollten, und wurde ihre Managerin. Nebenbei war sie als EVP der Produktionsfirma Sierra / Affinity tätig, wo unter ihrer Aufsicht Filme wie Nightcrawler, Whiplash (beide 2014), Hell or High Water oder Manchester by the Sea (beide 2016) entstanden.
Nach ihrer Hochzeit mit David Leitch im Jahr 2014 fokussierte sich McCormick verstärkt auf das Actiongenre und war als Produzentin für Atomic Blonde (2017) tätig, das offizielle Regiedebüt ihres Ehemannes. An seinen beiden Nachfolgefilmen Deadpool 2 (2018) und Fast & Furious: Hobbs & Shaw (2019) wirkte sie als Executive Producer mit, ehe beide im Jahr 2019 das gemeinsame Produktionsunternehmen 87North gründeten. Während sich Leitch dabei eher auf die kreativen Aspekte der Filme fokussiert, ist McCormick vor allem für die Drehbuchentwicklung, das Casting und die Finanzierung verantwortlich. Von ihr wurden so unter anderem die Filme Nobody (2021), Bullet Train, Violent Night (beide 2022) und The Fall Guy (2024) mitproduziert.
Gemeinsam mit Leitch setzte sich McCormick über mehrere Jahre für eine Stunt-Kategorie bei der Oscarverleihung ein, die von der Academy zum Jahr 2027 eingeführt werden soll.

## Filmografie
- 2009: Saint John of Las Vegas
- 2016: A Kind Of Murder
- 2017: Atomic Blonde
- 2018: How It Ends
- 2019: Dancing Queens
- 2020: Shadow in the Cloud
- 2021: Nobody
- 2021: Kate
- 2022: Bullet Train
- 2022: Violent Night
- 2024: The Fall Guy
- 2025: Love Hurts – Liebe tut weh (Love Hurts)
- 2025: Nobody 2